# Escàndol de l'Enten
L'escàndol o controvèrsia de l'Enten fou un frau revelat el 5 de febrer de 2009, quan Kazutsugi Nami (波和二 Nami Kazutsugi?) president de l'empresa de futons Ladies & Gentlemen (L&G) va ser arrestat per la policia japonesa. Nami i uns altres 21 executius van ser acusats de defraudar milers d'inversors acumulant un total de 1.400 milions de dòlars durant vuit anys. El cas involucra la invenció d'una moneda fictícia anomenada Enten, que va usar Nami per estafar els inversors. És considerat el pitjor cas d'estafa a inversors en la història japonesa.

## L&G
Ladies & Gentlemen (L&G) va ser fundada el 1987 i originalment venia futons i menjar saludable, però des de 2001 va començar a fer inversió de diners. Des de llavors l'empresa va començar a gestionar el frau.

## Enten
Des del 2001, Nami va començar a emetre una moneda electrònica especial que el va cridar Enten (円天? literalment "moneda celestial") als inversors que pagaven almenys 100.000 iens (1.000 dòlars). L'Enten és una moneda virtual en el que Nami esperava que es convertís en una moneda de curs legal en un període de postrecessió i convertir-se una moneda "mundialment famosa". Els inversors van anar promesos amb un retorn anual de 36% i inclusivament participaven en una celebració anomenada "fira Enten" en el que els participants pregaven pel pla d'inversions de Nami. Una dona va descriure l'existència de l'Enten com "meravellosa", mentre que un altre va manifestar: "És com un somni, jo puc comprar qualsevol cosa".
L'Enten es generava als telèfons cel·lulars i podia ser usat per canviar articles en línia, incloent vegetals, futons, roba i joieria. El febrer del 2007, els dividends de L&G van ser distribuïts a Enten, en comptes de diners, causant plets i cancel·lacions de contes. L'octubre del 2007, la policia va registrar la casa matriu de L&G en Tòquio, sota la sospita que l'empresa havia violat les lleis d'inversió.
Nagi va negar les al·legacions de qualsevol irregularitat. Va conformar una espècie de culte contra els seus víctimes, o "accionistes" com ell els anomenava. Els advocats que representaven les víctimes deien que Nami creia que ell tenia un "decret diví" per "eliminar la pobresa d'aquest món".

## Arrest
Nami va dir que estava bevent una gerra de cervesa quan la policia, seguit per reporters, el van arrestar en un restaurant quan esmorzava a prop de la seva oficina a Tòquio a les 5:30 a.m. del 4 de febrer de 2009. Nami i altres executius de la companyia van ser arrestats sospitosos de violar la Llei de Càstig de Crims Organitzats. Protestà per la seva innocència i quan era conduït per la policia, els va acusar de destruir el seu negoci.